# Stéphane Célérier
Stéphane Célérier est un distributeur et producteur de cinéma français. 

## Activités professionnelles
Il a dirigé le distributeur de film français Mars Distribution, qui a notamment diffusé 8 Femmes et Mon idole. En 2022, il crée la société de production Gemma Pictures.

## Fonctions institutionnelles
En 2021, il est nommé président de la commission d'aide sélective à la distribution de films du Centre national du cinéma et de l'image animée.

## Prises de position
En 2018, il prend publiquement la défense de Woody Allen, alors accusé d'abus sexuels.

## Filmographie

### Comme distributeur
- 2002 : 8 femmes de François Ozon
- 2002 : Mon idole de Guillaume Canet
- 2011 : Polisse de Maïwenn
- 2011 : Toutes nos envies de Philippe Lioret
- 2012 : Radiostars de Romain Lévy
- 2015 : Le nouveau de Rudi Rosenberg
- 2016 : Rocco de Thierry Demaizière et Alban Teurlai (documentaire)
- 2016 : Demain tout commence de Hugo Gélin
- 2017 : La Deuxième étoile de Lucien Jean-Baptiste
- 2018 : Gueule d'ange de Vanessa Filho
- 2018 : Dilili à Paris de Michel Ocelot
- 2018 : Le Jeu de Fred Cavayé
- 2019 : Mon inconnue de Hugo Gélin
- 2019 : Lourdes de Thierry Demaizière et Alban Teurlai (documentaire)
- 2019 : Les étoiles vagabondes de Syrine Boulanouar et Nekfeu (documentaire)
- 2019 : J'irais où tu iras de Géraldine Nakache
- 2021 : CODA de Sian Heder

## Récompenses
- 2005 : Étoiles d'or de la presse du cinéma français
- 2006 : Étoiles d'or de la presse du cinéma français
- 2007 : Étoiles d'or de la presse du cinéma français
- 2010 : Étoiles d'or de la presse du cinéma français